# Петровдански сабор у Добром Потоку
Петровдански сабор у Добром Потоку, код Крупња, традиционална је културна манифестација и смотра фолклора која се сваке године одржава на Петровдан у Добром Потоку, црквеном парку код цркве Успења Пресвете Богородице из 17. века. Главни догађај на сабору је игра у колу где најспремнији и највештији младић и девојка као награду добијају по дукат.
Крајем 19. века народ из Рађевине и Крупња почео се окупљати на Капетановој води изнад града, такмичио у народном вишебоју и играо за дукат у спомен на капетана Петра Радојловића, среског начелника крупањског, који је срушио злогласну турску тврђаву Сокоград. Обичај окупљања је трајао до почетка Другог светског рата. Свештеник Александар Ђурђев, парох добропоточки обновио је обичај играња за дукат, тако да је ова манифестација постала најпосећенија у Крупњу.
Петровдански сабор приређују Црквена општина добропоточка и Туристичко-спортска организација Крупња, уз подршку Општине Крупањ.